# Circunferencia hiperbólica

Un disco de Poincaré mostrando la circunferencia hiperbólica HC, determinada por la línea recta L (denominada recta porque corta el horizonte en ángulo recto) y el punto P

En geometría hiperbólica, una circunferencia hiperbólica, hiperciclo, hipercírculo o curva equidistante hiperbólica es una curva cuyos puntos tienen la misma distancia ortogonal desde una recta determinada (su eje).
Dada una línea recta L y un punto P externo a L, se puede construir un hiperciclo tomando todos los puntos Q en el mismo lado de L que P, con una distancia perpendicular a L igual a la de P.
La línea L se denomina eje, centro o línea base del hiperciclo.
Las líneas perpendiculares al eje, que también es perpendicular al hiperciclo se llaman normales del hiperciclo.
Los segmentos de la normal entre el eje y el hiperciclo se llaman radios.
Su longitud común se llama distancia o radio del hyperciclo.
Los hiperciclos a través de un punto dado que comparten una tangente a través de ese punto convergen hacia un horociclo a medida que sus distancias tienden hacia el infinito.

## Propiedades similares a las de las líneas euclidianas
Los hiperciclos en geometría hiperbólica tienen algunas propiedades similares a las de las líneas rectas en la geometría euclidiana:
- En un plano, dada una recta y un punto exterior a ella, solo existe un hiperciclo de la línea dada (compárese con el axioma de Playfair para la geometría euclidiana).
- No existen tres puntos de un hiperciclo en un círculo.
- Un hiperciclo es simétrico a cada línea perpendicular a él (la imagen especular de un hiperciclo sobre una recta perpendicular al hiperciclo es el mismo hiperciclo).

## Propiedades similares a las de las circunferencias euclidianas
Los hiperciclos en geometría hiperbólica tienen algunas propiedades similares a las de las circunferencias en la geometría euclidiana:
- Una línea perpendicular a la cuerda de un hiperciclo en su punto medio es un radio y bisecta el arco subtendido por la cuerda.
Sea AB la cuerda y M su punto medio.
Por simetría, la recta R por M perpendicular a AB debe ser ortogonal al eje L.
Por lo tanto, R es un radio.
También por simetría, R bisecará el arco AB.
- El eje y la distancia de un hiperciclo están determinados de forma única.
Supóngase que un hiperciclo C tiene dos ejes diferentes, L1 y L2.
Usando la propiedad anterior dos veces con diferentes cuerdas se pueden determinar dos radios distintos R1 y R2. R1 y R2 tendrán que ser perpendiculares a L1 y L2, resultando un rectángulo. Esto es una contradicción porque el rectángulo es una figura imposible en geometría hiperbólica.
- Dos hiperciclos tienen las mismas distancias bicondicionalmente congruentes.
Si tienen la misma distancia, solo se necesita hacer coincidir los ejes para que coincidan con un movimiento rígido y también todos los radios coincidirán; dado que la distancia es la misma, también los puntos de los dos hiperciclos coincidirán.
Viceversa, si son congruentes, la distancia debe ser la misma que en la propiedad anterior.
- Una línea recta corta un hiperciclo en un máximo de dos puntos.
Sea la línea K que corta al hiperciclo C en dos puntos A y B. Como antes, se puede construir el radio R de C a través del punto medio M de AB. Téngase en cuenta que K es ultraparalelo respecto al eje L porque están a la distancia R sobre la perpendicular común. Además, dos líneas ultraparalelas tienen una distancia mínima sobre la perpendicular común y la función monótona aumentan a medida que se alejan de la perpendicular.
Esto significa que los puntos de K dentro de AB tendrán una distancia desde L más pequeña que la distancia común de A y B desde L, mientras que los puntos de K fuera de AB tendrán una distancia mayor. En conclusión, ningún otro punto de K puede estar en C.
- Dos hiperciclos se cruzan en un máximo de dos puntos.
Sean C1 y C2 dos hiperciclos que se cruzan en tres puntos A, B y C.
Si R1 es la línea ortogonal a AB a través de su punto medio, se sabe que es un radio de C1 y C2.
Del mismo modo, se construye R2, el radio a través del punto medio de BC.
R1 y R2 son simultáneamente ortogonales a los ejes L1 y L2 de C1 y C2, respectivamente.
Ya se probó que L1 y L2 deben coincidir (de lo contrario, se generaría un rectángulo).
Entonces C1 y C2 tienen el mismo eje y al menos un punto común, y por lo tanto, poseen la misma distancia y coinciden.
- No hay tres puntos de un hiperciclo colineales.
Si los puntos A, B y C de un hiperciclo son colineales, entonces las cuerdas AB y BC están en la misma línea K. Sean R1 y R2 los radios a través de los puntos medios de AB y BC. Se sabe que el eje L del hiperciclo es la perpendicular común de R1 y R2.
Pero K es esa perpendicular común. Por lo tanto, la distancia debe ser 0 y el hiperciclo degenera en una línea.

## Otras propiedades
- La longitud de un arco de un hiperciclo entre dos puntos es:
  - Más larga que la longitud del segmento de línea entre esos dos puntos
  - Más corta que la longitud del arco de uno de los dos horociclos entre esos dos puntos
  - Más corta que cualquier arco circular entre esos dos puntos
- Un hiperciclo y un horociclo se cruzan en un máximo de dos puntos.

## Longitud del arco
En el plano hiperbólico de curvatura de Gauss constante -1, la longitud de un arco de un hiperciclo se puede calcular a partir del radio r y la distancia entre los puntos donde las normales se intersecan con el eje d usando la fórmula l = d cosh r.

## Construcción
En el disco de Poincaré del plano hiperbólico, los hiperciclos están representados por líneas y arcos circulares que se cruzan con el círculo límite en ángulos no rectos. La representación del eje interseca el círculo límite en los mismos puntos, pero en ángulo recto.
En el modelo del semiplano de Poincaré del plano hiperbólico, los hiperciclos están representados por líneas y arcos circulares que se cruzan con la línea límite en ángulos no rectos. La representación del eje interseca la línea límite en los mismos puntos, pero en ángulo recto.

## Referencias

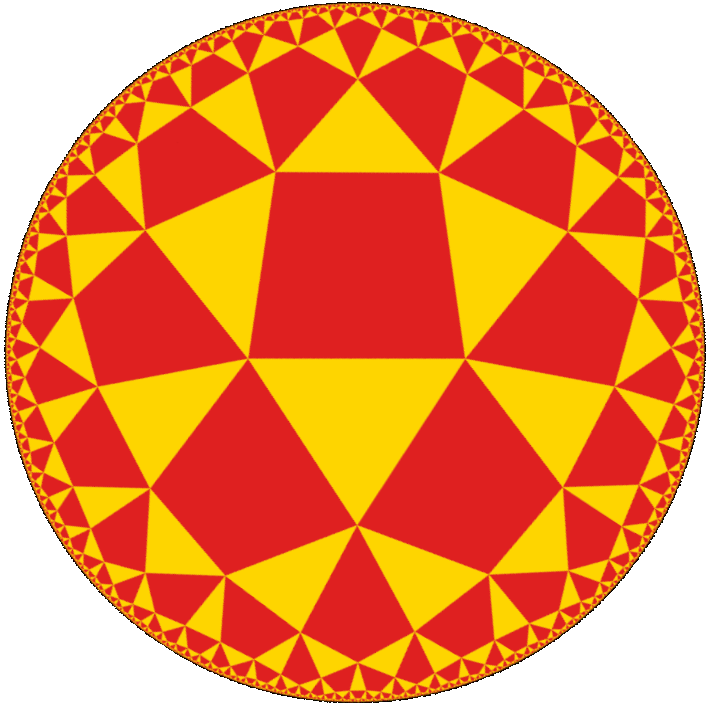
El teselado tritetragonal, en un disco de Poincaré, puede verse como una secuencia en su borde que sigue hiperciclos.